# جیدن بنتز
جیدن بنتز (انگلیسی: Jayden Bennetts؛ زادهٔ ۲۶ ژوئن ۲۰۰۱) بازیکن فوتبال است.
از باشگاه‌هایی که در آن بازی کرده‌است می‌توان به باشگاه فوتبال واتفورد اشاره کرد.